# Janet Museveni
Janet Kataaha Museveni (24 de junio de 1949) es una política ugandesa, primera dama de Uganda desde 1986. 
Está casada con el presidente Yoweri Museveni, con quien tiene cuatro hijos. Ha sido Ministra de Educación y Deportes del Gabinete de Uganda desde el 6 de junio de 2016. Anteriormente se desempeñó como Ministra de Asuntos de Karamoja en el Gabinete de Uganda del 27 de mayo de 2011 al 6 de junio de 2016. También se desempeñó como miembro elegida del Parlamento que representa al condado de Ruhaama en el distrito de Ntungamo, entre 2011 y 2016. Publicó su autobiografía, My Life's Journey, en 2011. 
Janet Museveni se exilió en 1971, cuando Idi Amin derrocó al régimen de Milton Obote en un golpe militar. Se casó con Yoweri Museveni en agosto de 1973.  Cuando el régimen de Idi Amin cayó del poder en abril de 1979, regresó a Uganda desde Tanzania, donde había estado viviendo en el exilio con su esposo.